# 罗家房镇
罗家房镇，是中华人民共和国辽宁省沈阳市新民市下辖的一个乡镇级行政单位。

## 行政区划
罗家房镇下辖以下地区：
新兴村、陈家村、房申村、罗家房村、前营子村、张马夫台村、欢喜岭村、小韩村、赵家村、李家村、曹家村、新安堡村、西房号村、二道房村、德胜堡村和团山子村。